# Fraise Melba
 (février 2023).
Si vous disposez d'ouvrages ou d'articles de référence ou si vous connaissez des sites web de qualité traitant du thème abordé ici, merci de compléter l'article en donnant les références utiles à sa vérifiabilité et en les liant à la section « Notes et références ».
 (février 2023).
La fraise melba est un dessert glacé généralement composé d'une boule de glace à la vanille (plus parfois une boule de glace à la fraise), surmontée de crème chantilly, de morceaux de fraises fraiches et d'un coulis de fruits rouges.